# Air Algérie

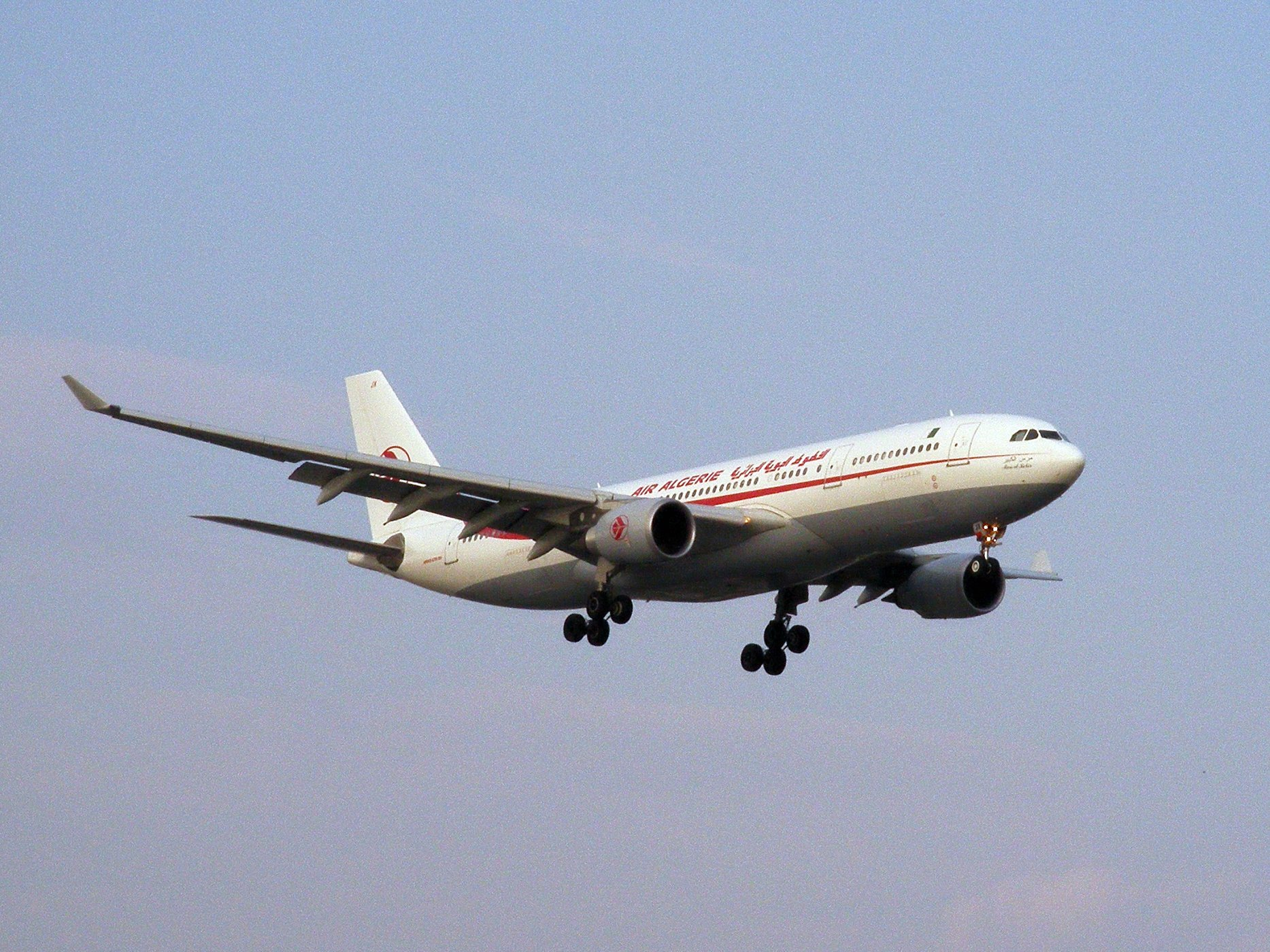
Airbus A330 d'Air Algérie (Montreal, Canada)

Air Algérie (àrab: الخطوط الجوية الجزائرية, al-Ḫuṭūṭ al-Jawiyya al-Jazāʾiriyya, ‘Línies Aèries Algerianes') és l'aerolínia nacional d'Algèria, amb base a Alger. Duu a terme vols regulars internacionals des d'Algèria a destinacions a Àfrica, Àsia, Europa i a Amèrica del Nord. Així mateix opera rutes domèstiques i vols xàrter. El seu hub principal és l'Aeroport Internacional Houari Boumediene d'Alger (codi IATA: ALG, codi OACI: DAAG). Air Algérie és membre de l'Organització de Transportistes Aeris Àrabs (en anglès: Arab Air Carriers Organization).

## Història
Fundada el 1947 a Alger es va fusionar amb la francesa Compagnie Air Transport el juny de 1953. L'any 1963 va ser declarada oficialment companyia nacional d'Algèria i el 1972 va passar a ser propietat de l'estat. També en maig de 1972 la Société de Travail Aérien, fundada en març de 1968 per fer treballs agrícoles i prestar serveis de taxi aeri, va esdevenir subsidiaris d'Air Algérie per passar posteriorment a integrar-se completament en la seva estructura.
El setembre de 2021, després de la detenció d’un dels seus administradors que transportava droga entre França i Algèria, l'empresa nacional va endurir les seves normes.

## Codis
- Codi IATA: AH
- Codi OACI: DAH
- Callsign: Air Algérie

## Flota[1]
Durant la seva història Air Algérie ha utilitzat diferents tipus d'aeronaus.
- Sud Aviation Caravelle
- Boeing 727
- Boeing 737
- Airbus A300
- Lockheed L-100 Hercules